# Clarkeiteuthis
Clarkeiteuthis — викопний рід головоногих молюсків родини Chondroteuthidae, що існував у ранній юрі (196—182 млн років тому). Скам'янілі відбитки знайдено в Німеччині та Англії. Описані два види, C. conocauda і C. montefiorei, спочатку були описані як види фрагмотеутид Phragmoteuthis, але отримали власний рід і були переміщені до Diplobelida.